# Cistícola nana
La cistícola nana (Cisticola nana) és una espècie d'ocell passeriforme de la família Cisticolidae pròpia de l'Àfrica oriental.

## Distribució i hàbitat
Es troba a Etiòpia, Kenya, a l'oest de Somàlia, Sudan del Sud, el nord d'Uganda i al nord-est de Tanzània
L'hàbitat natural són les sabanes seques, els herbassars tropicals secs i les zones de matollars secs.